# Zaid ibn Shaker
Zaid ibn Shaker GBE CVO (àrab: زيد بن شاكر, Zayd ibn Xākir) (Amman, 4 de setembre de 1934 – Amman, 30 d'agost de 2002) fou un militar i politic jordà, comandant en cap de l'Exèrcit de Jordània durant més de 12 anys i Primer Ministre de Jordània en tres ocasions. El 4 de febrer de 1996, el rei Hussein I el premià amb el títol no-hereditari de príncep.
Shaker era cosí del rei Hussein I i s'allistà a l'exèrcit per servir en un futur el seu oncle-rei. El 1957 i el 1958 fou l'ajudant militar adscrit a l'ambaixada de Jordània a Londres. Serví en diverses posicions de l'exèrcit jordà, incloent el de comandant de tancs, tant en la brigada com en la divisió. El 8 de gener de 1996 fou nomenat cap de personal pels serveis armats, càrrec que exercí fins a la seva renúncia el 1988. Al juny de 1987 fou nomenat xerif general mariscal de camp de l'exèrcit. Sent de família haiximita, sempre recolzà a la família real, i estigué vinculat personalment amb el rei Hussein I al llarg de la seva carrera militar. A més de la seva alta posició a palau, també exercí un càrrec creat més endavant d'assessor reial sobre seguretat nacional, el que implicava que tingués una influència considerable sobre les polítiques militars.
Shaker fou escollit Primer Ministre de Jordània en tres ocasions: del 27 d'abril al 4 de desembre de 1989; del 21 de novembre de 1991 al 29 de maig de 1993; i del 7 de gener de 1995 al 4 de febrer de 1996.